# إد شو (عسكري)
إد شو (بالإنجليزية: Ed Shaw)‏ هو عسكري أمريكي، ولد في 1923، وتوفي في 1995.